# مجدي عاشور
مجد الدين مجدي محمد محمد عاشور هو عالم دين مسلم مصري، والمستشار العلمي لمفتي الديار المصرية سابقًا.

## المناصب
- المستشار العلمي لمفتي الديار المصرية سابقًا.[2][3]
- عضو المجلس الأعلى للشؤون الإسلامية.[4][5]
- أمين الفتوى بدار الإفتاء المصرية سابقًا.[6][7]
- مستشار وزير التضامن للشؤون الدينية.
- نائب شيخ الطريقة الصديقية الشاذلية.

## المؤلفات العلمية
للدكتور مجدي عاشور عدة مؤلفات أهمها:
- الثابت والمتغير عند الإمام أبي إسحاق الشاطبي.[9]
- السنن الإلهية في الأمم والأفراد في القرآن الكريم.[9]
- مدخل إلى السنن الإلهية.
- دقيقة فقهية ثلاثة أجزاء .
- الاربعون في صناعة الإفتاء وقواعده .
- النسائم العطرية من مسك السيرة والشمائل المحمدية.
- أصل سيدنا النبي مالوش زي .
- الحكم العاشورية
- السلاسل الشريفة المباركة .
- هذا شيخي من علامات الشيخ المربي .

## النشاط الإعلامي
- برنامج دقيقة فقهية على إذاعة القرآن الكريم المصرية.[10]
- العديد من اللقاءات التليفزيونية في عدة قنوات مصرية.
- برنامج ساعة فقهية على قناة مصر الزراعية.
- برنامج من دعاء الأنبياء.

## وصلات خارجية
- الصفحة الرسمية على موقع فيس بوك.